# جون لويس (كاهن رعية)
جون لويس (بالإنجليزية: John Lewis)‏ هو كاهن رعية بريطاني، ولد في 4 أكتوبر 1934.